# Reader (Virginie-Occidentale)
Reader est une census-designated place située dans le comté de Wetzel, dans l’État de Virginie-Occidentale, aux États-Unis. Lors du recensement de 2020, elle comptait 278 habitants.